# Christian Karl August von Haas
Christian Karl August Haas, ab 1835 von Haas (* 2. Januar 1779 in Söhnstetten; † 26. Januar 1841 in Stuttgart), war ein deutscher Theologe.

## Leben und Beruf
Haas studierte evangelische Theologie in Tübingen. 1798 wurde er Magister und 1805 Repetent. Von 1808 bis 1818 war er Diakon in Waiblingen. Dort übernahm er 1816 zugleich die Stelle eines Schulkonferenzdirektors im Oberamt Waiblingen. 1818 wurde er Spezialsuperintendent in Calw. 1824 wurde Christian Karl August Haas Stiftsprediger in Stuttgart, diese Aufgabe behielt er bis zu seinem Tod. Von 1825 bis 1831 war er zugleich Amtsdekan in Stuttgart. Bereits seit 1829 war er Prälat und Generalsuperintendent in Reutlingen. Er war Ehrenmitglied des württembergischen Konsistoriums.

## Politik, Nobilitierung
Als Generalsuperintendent von Reutlingen war Christian Karl August von Haas zwischen 1829 und 1841 auch Mitglied in der württembergischen Kammer der Abgeordneten. 1835 erhielt er das Ritterkreuz des Ordens der württembergischen Krone, verbunden mit der Erhebung in den persönlichen Adel (Nobilitierung).